# John Hamilton Gray (Politiker, 1814)

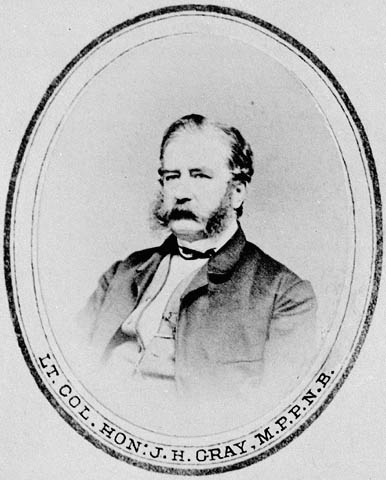
John Hamilton Gray

John Hamilton Gray, QC (* 1814 in Saint George’s, Bermuda; † 5. Juni 1889 in Victoria, British Columbia) war ein kanadischer Politiker und Offizier. Von 1856 bis 1857 war er Premierminister der damaligen Kolonie New Brunswick. Als einer der Väter der Konföderation gehört er zu den Wegbereitern des 1867 gegründeten kanadischen Bundesstaates. Von 1867 bis 1872 war er konservativer Abgeordneter des Unterhauses.

## Biografie
Gray, der Sohn eines Verwalters der Royal Navy und späteren britischen Konsuls in Virginia, wuchs in Halifax auf. Er studierte Recht am King’s College in Windsor und erhielt 1836 die Zulassung als Rechtsanwalt, woraufhin er in Saint John eine Kanzlei eröffnete. Neben seiner beruflichen Tätigkeit war er auch Kommandant eines Kavallerie-Regiments der Miliz von New Brunswick. Bis 1854 stieg er in den Rang eines Oberstleutnants auf.
Grays politische Karriere begann 1849, als er der reformorientierten New Brunswick Colonial Association beitrat. Diese liberale Vereinigung lehnte zwar seinen Vorschlag für einen föderalen Staat in Britisch-Nordamerika ab, stellte Gray aber 1850 als Kandidaten für die Wahl zur Legislativversammlung auf. Er wurde gewählt und nahm in der Opposition bald eine führende Rolle ein, da er als hervorragender Redner galt. 1851 schloss sich Gray den Konservativen an, nachdem Gouverneur Edmund Walker Head ihm und Robert Duncan Wilmot einen Sitz in der Regierung angeboten hatte. Am 21. Juni 1856 übernahm er das Amt des Premierministers. Nachdem er sein Hauptanliegen, die Aufhebung der Alkoholprohibition, durchgesetzt hatte, bekundete er zunehmend Mühe, stabile Mehrheiten zu finden und musste bereits im Mai 1857 als Regierungschef zurücktreten.
Bei der Wahl im Jahr 1861 verlor Gray seinen Parlamentssitz. Drei Jahre später siegte er in einer Nachwahl. Premierminister Samuel Leonard Tilley bestimmte ihn zum Delegierten an der Charlottetown-Konferenz und an der Québec-Konferenz, wo über den Zusammenschluss der nordamerikanischen Kolonien beraten wurde. Die geplante Kanadische Konföderation stieß in New Brunswick auf heftigen Widerstand. Die neue Anti-Confederation Party gewann die Wahl im März 1865, während die Befürworter der Konföderation eine empfindliche Niederlage hinnehmen mussten; auch Gray verlor seinen Sitz.
Doch bereits ein Jahr später änderten sich die politischen Verhältnisse wieder grundlegend, da die Anti-Confederation Party auseinanderbrach. Gray zog wieder ins Parlament ein und wurde als Speaker bestimmt. Bei der ersten kanadischen Unterhauswahl im September 1867 siegte er im Wahlbezirk Saint John. Da er auf Bundesebene keinen Einfluss geltend machen konnte, trat er im Juli 1872 zurück. Er zog daraufhin nach British Columbia, da er in den Obersten Gerichtshof dieser Provinz berufen worden war. 1878 erklärte er ein gegen chinesische Einwanderer gerichtetes Gesetz für ungültig. Das Richteramt übte er bis zu seinem Tod aus.

## Nachwirkung
Die kanadische Regierung, vertreten durch den für das Historic Sites and Monuments Board of Canada zuständigen Minister, ehrte Gray am 29. Mai 1939 für sein Wirken und erklärte ihn zu einer „Person von nationaler historischer Bedeutung“.